# Mistrzostwa Europy w Piłce Ręcznej Mężczyzn 2022 (eliminacje)
Kwalifikacje do Mistrzostw Europy w Piłce Ręcznej Mężczyzn 2022 – trzyetapowe rozgrywki, mające na celu wyłonienie dwudziestu czterech męskich reprezentacji narodowych w piłce ręcznej, które wystąpią w finałach tego turnieju.

## Informacje ogólne
Turniej finałowy organizowanych przez EHF mistrzostw Europy odbędzie się w styczniu 2022 roku na Węgrzech oraz Słowacji i wezmą w nim udział dwadzieścia cztery drużyny.
System kwalifikacji co do zasady pozostał taki, jak w eliminacjach do ME 2020. Maksymalnie cztery reprezentacje miały otrzymać bezpośredni awans, pozostawiono także układ gier w drugiej fazie w ramach ośmiu czterozespołowych grup, do których zespoły zostały przydzielone automatycznie bądź też po awansie z preeliminacji. Jedyna modyfikacja polegała na wprowadzeniu dodatkowej rundy barażowej z udziałem najsłabszych drużyn eliminacji do poprzedniego turnieju mistrzowskiego oraz zespołów zakwalifikowanych z pierwszej fazy.

## Faza 1
Zawody w tej fazie zostały rozegrane w dniach 11–13 stycznia 2019 roku i zwycięsko wyszły z nich reprezentacje Luksemburga i Cypru.

### Losowanie
Losowanie grup fazy 1 zostało zaplanowane na 28 września 2018 roku w Wiedniu. Osiem zgłoszonych zespołów zostało podzielonych na cztery koszyki według rankingu EHF obejmującego wyniki turniejów z trzech poprzednich lat – ME 2016, MŚ 2017 i ME 2018.
| Koszyk 1   |
| ---------- |
| Luksemburg |
| Cypr       |

| Koszyk 2        |
| --------------- |
| Gruzja          |
| Wielka Brytania |

| Koszyk 3    |
| ----------- |
| Irlandia    |
| Azerbejdżan |

| Koszyk 4 |
| -------- |
| Bułgaria |
| Malta    |

W wyniku losowania wyłonione zostały dwie czterozespołowe grupy, które będą rywalizować systemem kołowym w turniejach zorganizowanych w dniach 4–6 bądź 11–13 stycznia 2019 roku. W przeciwieństwie do poprzednich eliminacji reprezentacje nie miały prawa wyboru sposobu przeprowadzenia rozgrywek.
| Grupa A         |
| --------------- |
| Luksemburg      |
| Wielka Brytania |
| Irlandia        |
| Bułgaria        |

| Grupa B     |
| ----------- |
| Cypr        |
| Gruzja      |
| Azerbejdżan |
| Malta       |

### Grupa A
| 11 stycznia 201917:00 | Wielka Brytania | 20:24(7:10) | Bułgaria | Centre National Sportif et Culturel, Luksemburg Widzów: 250 Sędzia: Fremstad, Pedersen |
| 11 stycznia 201917:00 |                 | 20:24(7:10) |          | Centre National Sportif et Culturel, Luksemburg Widzów: 250 Sędzia: Fremstad, Pedersen |

| 11 stycznia 201920:00 | Luksemburg | 35:18(14:7) | Irlandia | Centre National Sportif et Culturel, Luksemburg Widzów: 550 Sędzia: Ivanović, Vujisić |
| 11 stycznia 201920:00 |            | 35:18(14:7) |          | Centre National Sportif et Culturel, Luksemburg Widzów: 550 Sędzia: Ivanović, Vujisić |

| 12 stycznia 201915:00 | Irlandia | 26:32(14:17) | Wielka Brytania | Centre National Sportif et Culturel, Luksemburg Widzów: 200 Sędzia: Fremstad, Pedersen |
| 12 stycznia 201915:00 |          | 26:32(14:17) |                 | Centre National Sportif et Culturel, Luksemburg Widzów: 200 Sędzia: Fremstad, Pedersen |

| 12 stycznia 201918:00 | Bułgaria | 17:36(8:15) | Luksemburg | Centre National Sportif et Culturel, Luksemburg Widzów: 1 150 Sędzia: Ivanović, Vujisić |
| 12 stycznia 201918:00 |          | 17:36(8:15) |            | Centre National Sportif et Culturel, Luksemburg Widzów: 1 150 Sędzia: Ivanović, Vujisić |

| 13 stycznia 201914:00 | Irlandia | 28:35(13:17) | Bułgaria | Centre National Sportif et Culturel, Luksemburg Widzów: 200 Sędzia: Fremstad, Pedersen |
| 13 stycznia 201914:00 |          | 28:35(13:17) |          | Centre National Sportif et Culturel, Luksemburg Widzów: 200 Sędzia: Fremstad, Pedersen |

| 13 stycznia 201917:00 | Luksemburg | 29:19(15:6) | Wielka Brytania | Centre National Sportif et Culturel, Luksemburg Sędzia: Ivanović, Vujisić |
| 13 stycznia 201917:00 |            | 29:19(15:6) |                 | Centre National Sportif et Culturel, Luksemburg Sędzia: Ivanović, Vujisić |

### Grupa B
| 11 stycznia 201917:00 | Cypr | 25:17(13:10) | Azerbejdżan | Cottonera Sports Complex, Cospicua Widzów: 80 Sędzia: Bozhinovski, Nachevski |
| 11 stycznia 201917:00 |      | 25:17(13:10) |             | Cottonera Sports Complex, Cospicua Widzów: 80 Sędzia: Bozhinovski, Nachevski |

| 11 stycznia 201919:30 | Gruzja | 48:21(29:9) | Malta | Cottonera Sports Complex, Cospicua Widzów: 350 Sędzia: Carmaux, Mursch |
| 11 stycznia 201919:30 |        | 48:21(29:9) |       | Cottonera Sports Complex, Cospicua Widzów: 350 Sędzia: Carmaux, Mursch |

| 12 stycznia 201916:00 | Azerbejdżan | 25:30(15:16) | Gruzja | Cottonera Sports Complex, Cospicua Widzów: 100 Sędzia: Bozhinovski, Nachevski |
| 12 stycznia 201916:00 |             | 25:30(15:16) |        | Cottonera Sports Complex, Cospicua Widzów: 100 Sędzia: Bozhinovski, Nachevski |

| 12 stycznia 201918:30 | Malta | 20:38(7:17) | Cypr | Cottonera Sports Complex, Cospicua Widzów: 400 Sędzia: Carmaux, Mursch |
| 12 stycznia 201918:30 |       | 20:38(7:17) |      | Cottonera Sports Complex, Cospicua Widzów: 400 Sędzia: Carmaux, Mursch |

| 13 stycznia 201915:00 | Cypr | 25:24(14:12) | Gruzja | Cottonera Sports Complex, Cospicua Widzów: 150 Sędzia: Carmaux, Mursch |
| 13 stycznia 201915:00 |      | 25:24(14:12) |        | Cottonera Sports Complex, Cospicua Widzów: 150 Sędzia: Carmaux, Mursch |

| 13 stycznia 201917:30 | Azerbejdżan | 27:24(16:11) | Malta | Cottonera Sports Complex, Cospicua Widzów: 450 Sędzia: Bozhinovski, Nachevski |
| 13 stycznia 201917:30 |             | 27:24(16:11) |       | Cottonera Sports Complex, Cospicua Widzów: 450 Sędzia: Bozhinovski, Nachevski |

## IHF Emerging Nations Championship 2019
Triumfator IHF Emerging Nations Championship 2019 uzyskał prawo gry w rundzie barażowej eliminacji do ME 2022. W rozegranych w Gruzji zawodach zwyciężyła reprezentacja gospodarzy każdy pojedynek wygrywając różnicą przynajmniej sześciu bramek.

## Runda barażowa
Do zwycięzców grup I fazy eliminacji oraz triumfatora IHF Emerging Nations Championship 2019 na tym etapie rozgrywek dołączyły trzy najsłabsze drużyny spośród tych, które zajęły ostatnie miejsca w grupach w II fazie eliminacji do ME 2020. Ta runda została zaplanowana do rozegrania w październiku 2019 lub styczniu 2020 roku w zależności od ewentualnego udziału tychże zespołów w eliminacjach do MŚ 2021.

### Losowanie dwumeczów
Losowanie grup fazy 1 zaplanowane zostało na 23 lipca 2019 roku w siedzibie EHF w Wiedniu, a sześć uczestniczących zespołów zostało podzielonych na dwa koszyki według sposobu awansu do tego etapu. W jego wyniku powstały trzy pary, które rywalizowały w dwumeczach w połowie stycznia 2020 roku.
| Koszyk 1   |
| ---------- |
| Cypr       |
| Luksemburg |
| Gruzja     |

| Koszyk 2  |
| --------- |
| Belgia    |
| Estonia   |
| Finlandia |

### Mecze
| Drużyna 1                            | Wynik dwumeczu | Drużyna 2 | Pierwszy mecz | Drugi mecz |
| ------------------------------------ | -------------- | --------- | ------------- | ---------- |
| Gruzja                               | 45:61          | Finlandia | 24:24         | 21:37      |
| Luksemburg                           | 53:69          | Estonia   | 33:38         | 20:31      |
| Belgia                               | 55:23          | Cypr      | 24:7          | 31:16      |
| Po lewej gospodarz pierwszego meczu. |                |           |               |            |

| 15 stycznia 202020:10 | Belgia | 24:7(13:3) | Cypr | Sporthal Alverberg, Hasselt Widzów: 1 450 Sędzia: Čerņavskis, Bogdanovs |
| 15 stycznia 202020:10 |        | 24:7(13:3) |      | Sporthal Alverberg, Hasselt Widzów: 1 450 Sędzia: Čerņavskis, Bogdanovs |

| 16 stycznia 202018:00 | Gruzja | 24:24(11:10) | Finlandia | Tbilisi Sports Palace, Tbilisi Widzów: 850 Sędzia: Ben-Dan, Faran |
| 16 stycznia 202018:00 |        | 24:24(11:10) |           | Tbilisi Sports Palace, Tbilisi Widzów: 850 Sędzia: Ben-Dan, Faran |

| 16 stycznia 202019:30 | Luksemburg | 33:38(17:18) | Estonia | Centre National Sportif et Culturel, Luksemburg Widzów: 500 Sędzia: Martins, Martins |
| 16 stycznia 202019:30 |            | 33:38(17:18) |         | Centre National Sportif et Culturel, Luksemburg Widzów: 500 Sędzia: Martins, Martins |

| 19 stycznia 202013:45 | Estonia | 31:20(14:13) | Luksemburg | Mesikäpa Hall, Põlva Widzów: 600 Sędzia: Bounouara, Sami |
| 19 stycznia 202013:45 |         | 31:20(14:13) |            | Mesikäpa Hall, Põlva Widzów: 600 Sędzia: Bounouara, Sami |

| 19 stycznia 202016:00 | Finlandia | 37:21(14:12) | Gruzja | Cocks Areena, Riihimäki Widzów: 800 Sędzia: Hofer, Schmidhuber |
| 19 stycznia 202016:00 |           | 37:21(14:12) |        | Cocks Areena, Riihimäki Widzów: 800 Sędzia: Hofer, Schmidhuber |

| 19 stycznia 202019:00 | Cypr | 16:31(8:11) | Belgia | Eleftheria Indoor Hall, Nikozja Widzów: 300 Sędzia: Di Domenico, Fornasier |
| 19 stycznia 202019:00 |      | 16:31(8:11) |        | Eleftheria Indoor Hall, Nikozja Widzów: 300 Sędzia: Di Domenico, Fornasier |

Awans do kolejnej fazy uzyskały Finlandia, Belgia i Estonia.

## Faza 2
W drugiej fazie odbędzie się właściwy turniej eliminacyjny z udziałem trzydziestu dwóch reprezentacji podzielonych na osiem czterozespołowych grup. Automatyczny awans do tego etapu zyskało dwadzieścia dziewięć drużyn, które dołączyły do trzech zwycięzców rundy barażowej. Awans do turnieju finałowego mistrzostw Europy uzyskają dwie najlepsze drużyny z każdej grupy oraz cztery najlepsze zespoły spośród tych, które zajęły trzecie miejsce.

### Losowanie
Losowanie grup zostało zaplanowane na kwiecień 2020 roku w Bratysławie, jednak z uwagi na pandemię COVID-19 zostało odwołane i przeniesione do siedziby EHF w Wiedniu na 16 czerwca tegoż roku. Przed losowaniem drużyny zostały podzielone na cztery koszyki według rankingu EHF, z zastrzeżeniem, że Kosowo nie może znaleźć się w tej samej grupie co Serbia.
| Koszyk 1 |
| -------- |
| Norwegia |
| Szwecja  |
| Dania    |
| Niemcy   |
| Francja  |
| Słowenia |
| Czechy   |
| Islandia |

| Koszyk 2           |
| ------------------ |
| Austria            |
| Białoruś           |
| Portugalia         |
| Macedonia Północna |
| Serbia             |
| Rosja              |
| Czarnogóra         |
| Holandia           |

| Koszyk 3             |
| -------------------- |
| Szwajcaria           |
| Litwa                |
| Rumunia              |
| Bośnia i Hercegowina |
| Ukraina              |
| Łotwa                |
| Polska               |
| Belgia               |

| Koszyk 4    |
| ----------- |
| Finlandia   |
| Włochy      |
| Turcja      |
| Izrael      |
| Estonia     |
| Grecja      |
| Kosowo      |
| Wyspy Owcze |

W wyniku transmitowanego w Internecie losowania wyłonionych zostało osiem grup. Mecze zostały zaplanowane do rozegrania w sześciu terminach: w listopadzie 2020, w marcu 2021 (natomiast w styczniu dla zespołów uczestniczących w światowych turniejach kwalifikacyjnych do LIO 2020) oraz na przełomie kwietnia i maja 2021 roku.
| Grupa 1 |
| ------- |
| Serbia  |
| Belgia  |
| Grecja  |
| Francja |

| Grupa 2              |
| -------------------- |
| Niemcy               |
| Austria              |
| Bośnia i Hercegowina |
| Estonia              |

| Grupa 3     |
| ----------- |
| Rosja       |
| Ukraina     |
| Czechy      |
| Wyspy Owcze |

| Grupa 4    |
| ---------- |
| Portugalia |
| Islandia   |
| Izrael     |
| Litwa      |

| Grupa 5  |
| -------- |
| Słowenia |
| Holandia |
| Polska   |
| Turcja   |

| Grupa 6  |
| -------- |
| Norwegia |
| Białoruś |
| Łotwa    |
| Włochy   |

| Grupa 7            |
| ------------------ |
| Dania              |
| Macedonia Północna |
| Szwajcaria         |
| Finlandia          |

| Grupa 8    |
| ---------- |
| Szwecja    |
| Rumunia    |
| Czarnogóra |
| Kosowo     |

Z uwagi na sytuację epidemiologiczną część spotkań została przesuwana na późniejsze terminy, zaś całkowicie z eliminacji wycofała się Belgia.

### Grupa 1
| 5 stycznia 202117:00 | Serbia | 27:24(14:11) | Francja | Kristalna dvorana, Zrenjanin Sędzia: Mitrevski, Todorovski |
| 5 stycznia 202117:00 |        | 27:24(14:11) |         | Kristalna dvorana, Zrenjanin Sędzia: Mitrevski, Todorovski |

| 9 stycznia 202119:00 | Francja | 26:26(12:15) | Serbia | Palais des sports Robert Oubron, Créteil Sędzia: Accoto, Accoto |
| 9 stycznia 202119:00 |         | 26:26(12:15) |        | Palais des sports Robert Oubron, Créteil Sędzia: Accoto, Accoto |

| 13 stycznia 202117:00 | Serbia | 31:21(15:12) | Grecja | Kristalna dvorana, Zrenjanin Sędzia: Pirvu, Potîrniche |
| 13 stycznia 202117:00 |        | 31:21(15:12) |        | Kristalna dvorana, Zrenjanin Sędzia: Pirvu, Potîrniche |

| 27 kwietnia 202120:00 | Grecja | 31:40(16:22) | Francja | Klisto Jimnastirio Koridalu "Teodoros Putos", Ateny Widzów: 70 Sędzia: Kaluđerović, Vujačić |
| 27 kwietnia 202120:00 |        | 31:40(16:22) |         | Klisto Jimnastirio Koridalu "Teodoros Putos", Ateny Widzów: 70 Sędzia: Kaluđerović, Vujačić |

| 29 kwietnia 202115:00 | Grecja | 25:27(14:12) | Serbia | Klisto Jimnastirio Koridalu "Teodoros Putos", Ateny Widzów: 80 Sędzia: Ben-Dan, Faran |
| 29 kwietnia 202115:00 |        | 25:27(14:12) |        | Klisto Jimnastirio Koridalu "Teodoros Putos", Ateny Widzów: 80 Sędzia: Ben-Dan, Faran |

| 2 maja 202118:00 | Francja | 46:30(23:13) | Grecja | Palais des sports Robert Oubron, Créteil Sędzia: Doychinov, Goretsov |
| 2 maja 202118:00 |         | 46:30(23:13) |        | Palais des sports Robert Oubron, Créteil Sędzia: Doychinov, Goretsov |

### Grupa 2
| 4 listopada 202020:25 | Austria | 31:28(16:16) | Estonia | Raiffeisen Sportpark, Graz Sędzia: Di Domenico, Fornasier |
| 4 listopada 202020:25 |         | 31:28(16:16) |         | Raiffeisen Sportpark, Graz Sędzia: Di Domenico, Fornasier |

| 5 listopada 202016:15 | Niemcy | 25:21(9:13) | Bośnia i Hercegowina | ISS Dome, Düsseldorf Sędzia: Simone, Monitillo |
| 5 listopada 202016:15 |        | 25:21(9:13) |                      | ISS Dome, Düsseldorf Sędzia: Simone, Monitillo |

| 8 listopada 202015:15 | Estonia | 23:35(12:13) | Niemcy | Kalevi spordihall, Tallinn Sędzia: Petrušis, Barysas |
| 8 listopada 202015:15 |         | 23:35(12:13) |        | Kalevi spordihall, Tallinn Sędzia: Petrušis, Barysas |

| 6 stycznia 202113:45 | Austria | 27:36(16:22) | Niemcy | Raiffeisen Sportpark, Graz Sędzia: Horváth, Balázs |
| 6 stycznia 202113:45 |         | 27:36(16:22) |        | Raiffeisen Sportpark, Graz Sędzia: Horváth, Balázs |

| 6 stycznia 202118:30 | Estonia | 24:21(11:14) | Bośnia i Hercegowina | Mesikäpa Hall, Põlva Sędzia: Čerņavskis, Bogdanovs |
| 6 stycznia 202118:30 |         | 24:21(11:14) |                      | Mesikäpa Hall, Põlva Sędzia: Čerņavskis, Bogdanovs |

| 10 stycznia 202118:10 | Niemcy | 34:20(19:5) | Austria | Lanxess Arena, Kolonia Sędzia: Pichon, Reveret |
| 10 stycznia 202118:10 |        | 34:20(19:5) |         | Lanxess Arena, Kolonia Sędzia: Pichon, Reveret |

| 10 stycznia 202120:00 | Bośnia i Hercegowina | 21:19(12:9) | Estonia | Kulturno-sportski centar, Bugojno Sędzia: Backović, Palačković |
| 10 stycznia 202120:00 |                      | 21:19(12:9) |         | Kulturno-sportski centar, Bugojno Sędzia: Backović, Palačković |

| 14 marca 202117:00 | Bośnia i Hercegowina | 27:21(11:10) | Austria | Kulturno-sportski centar, Bugojno Sędzia: Mandák, Rudinský |
| 14 marca 202117:00 |                      | 27:21(11:10) |         | Kulturno-sportski centar, Bugojno Sędzia: Mandák, Rudinský |

| 29 kwietnia 202116:10 | Bośnia i Hercegowina | 24:26(15:15) | Niemcy | Kulturno-sportski centar, Bugojno Sędzia: Jurinović, Mrvica |
| 29 kwietnia 202116:10 |                      | 24:26(15:15) |        | Kulturno-sportski centar, Bugojno Sędzia: Jurinović, Mrvica |

| 29 kwietnia 202119:30 | Estonia | 27:31(13:18) | Austria | Kalevi spordihall, Tallinn Sędzia: Canbro, Kliko |
| 29 kwietnia 202119:30 |         | 27:31(13:18) |         | Kalevi spordihall, Tallinn Sędzia: Canbro, Kliko |

| 2 maja 202118:00 | Niemcy | 35:20(17:10) | Estonia | Porsche-Arena, Stuttgart Sędzia: Capoccia, Jucker |
| 2 maja 202118:00 |        | 35:20(17:10) |         | Porsche-Arena, Stuttgart Sędzia: Capoccia, Jucker |

| 2 maja 202118:00 | Austria | 27:23(15:11) | Bośnia i Hercegowina | Raiffeisen Sportpark, Graz Sędzia: Horáček, Novotný |
| 2 maja 202118:00 |         | 27:23(15:11) |                      | Raiffeisen Sportpark, Graz Sędzia: Horáček, Novotný |

### Grupa 3
| 5 listopada 202016:00 | Ukraina | 27:27(13:16) | Rosja | Pałac Sportu, Mińsk Widzów: 387 Sędzia: Boričić, Marković |
| 5 listopada 202016:00 |         | 27:27(13:16) |       | Pałac Sportu, Mińsk Widzów: 387 Sędzia: Boričić, Marković |

| 7 listopada 202013:00 | Rosja | 30:28(15:14) | Ukraina | Pałac Sportu, Mińsk Widzów: 373 Sędzia: Covalciuc, Covalciuc |
| 7 listopada 202013:00 |       | 30:28(15:14) |         | Pałac Sportu, Mińsk Widzów: 373 Sędzia: Covalciuc, Covalciuc |

| 10 marca 202117:30 | Ukraina | 25:21(15:13) | Wyspy Owcze | Pałac Sportu, Kijów Sędzia: Leszczyński, Piechota |
| 10 marca 202117:30 |         | 25:21(15:13) |             | Pałac Sportu, Kijów Sędzia: Leszczyński, Piechota |

| 10 marca 202119:30 | Rosja | 28:27(14:13) | Czechy | Uniwiersalnyj sportiwnyj zał "Igrowoj", Moskwa Widzów: 350 Sędzia: Erdoğan, Özdeniz |
| 10 marca 202119:30 |       | 28:27(14:13) |        | Uniwiersalnyj sportiwnyj zał "Igrowoj", Moskwa Widzów: 350 Sędzia: Erdoğan, Özdeniz |

| 12 marca 202120:15 | Czechy | 28:20(14:8) | Wyspy Owcze | Městská sportovní hala Vodova, Brno Sędzia: Sekulić, Jovandić |
| 12 marca 202120:15 |        | 28:20(14:8) |             | Městská sportovní hala Vodova, Brno Sędzia: Sekulić, Jovandić |

| 14 marca 202118:00 | Wyspy Owcze | 25:26(11:16) | Ukraina | Høllin á Hálsi, Thorshavn Widzów: 600 Sędzia: Madsen, Mortensen |
| 14 marca 202118:00 |             | 25:26(11:16) |         | Høllin á Hálsi, Thorshavn Widzów: 600 Sędzia: Madsen, Mortensen |

| 14 marca 202120:15 | Czechy | 27:27(16:14) | Rosja | Městská sportovní hala Vodova, Brno Sędzia: Lah, Sok |
| 14 marca 202120:15 |        | 27:27(16:14) |       | Městská sportovní hala Vodova, Brno Sędzia: Lah, Sok |

| 28 kwietnia 202118:00 | Ukraina | 26:28(12:16) | Czechy | Palace of Sports "Yunost", Zaporoże Widzów: 50 Sędzia: Pavićević, Ražnatović |
| 28 kwietnia 202118:00 |         | 26:28(12:16) |        | Palace of Sports "Yunost", Zaporoże Widzów: 50 Sędzia: Pavićević, Ražnatović |

| 28 kwietnia 202119:30 | Rosja | 31:24(16:10) | Wyspy Owcze | Pałac Sportu Dynamo, Moskwa Widzów: 510 Sędzia: Ivanović, Vujisić |
| 28 kwietnia 202119:30 |       | 31:24(16:10) |             | Pałac Sportu Dynamo, Moskwa Widzów: 510 Sędzia: Ivanović, Vujisić |

| 30 kwietnia 202119:45 | Wyspy Owcze | 27:26(11:12) | Czechy | Høllin á Hálsi, Thorshavn Widzów: 895 Sędzia: Brimvik, Nolsoe |
| 30 kwietnia 202119:45 |             | 27:26(11:12) |        | Høllin á Hálsi, Thorshavn Widzów: 895 Sędzia: Brimvik, Nolsoe |

| 2 maja 202117:00 | Wyspy Owcze | 23:28(11:12) | Rosja | Høllin á Hálsi, Thorshavn Widzów: 1 000 Sędzia: Martins, Martins |
| 2 maja 202117:00 |             | 23:28(11:12) |       | Høllin á Hálsi, Thorshavn Widzów: 1 000 Sędzia: Martins, Martins |

| 2 maja 202118:00 | Czechy | 27:22(14:11) | Ukraina | Městská sportovní hala Vodova, Brno Sędzia: Nikolov, Nachevski |
| 2 maja 202118:00 |        | 27:22(14:11) |         | Městská sportovní hala Vodova, Brno Sędzia: Nikolov, Nachevski |

### Grupa 4
| 4 listopada 202020:30 | Portugalia | 31:22(14:12) | Izrael | Centro de Desportos e Congressos, Matosinhos Sędzia: Carmaux, Mursch |
| 4 listopada 202020:30 |            | 31:22(14:12) |        | Centro de Desportos e Congressos, Matosinhos Sędzia: Carmaux, Mursch |

| 4 listopada 202020:45 | Islandia | 36:20(19:10) | Litwa | Laugardalshöllin, Reykjavík Sędzia: Hansen, Madsen |
| 4 listopada 202020:45 |          | 36:20(19:10) |       | Laugardalshöllin, Reykjavík Sędzia: Hansen, Madsen |

| 8 listopada 202015:00 | Litwa | 26:34(14:18) | Portugalia | Siemens Arena, Wilno Sędzia: Čerņavskis, Bogdanovs |
| 8 listopada 202015:00 |       | 26:34(14:18) |            | Siemens Arena, Wilno Sędzia: Čerņavskis, Bogdanovs |

| 6 stycznia 202120:30 | Portugalia | 26:24(14:11) | Islandia | Centro de Desportos e Congressos, Matosinhos Sędzia: Baumgart, Wild |
| 6 stycznia 202120:30 |            | 26:24(14:11) |          | Centro de Desportos e Congressos, Matosinhos Sędzia: Baumgart, Wild |

| 10 stycznia 202117:00 | Islandia | 32:23(12:13) | Portugalia | Laugardalshöllin, Reykjavík Sędzia: Līcis, Sondors |
| 10 stycznia 202117:00 |          | 32:23(12:13) |            | Laugardalshöllin, Reykjavík Sędzia: Līcis, Sondors |

| 14 marca 202116:00 | Litwa | 31:28(11:10) | Izrael | Avia Solutions Group Arena, Wilno Sędzia: Budzak, Zahradnik |
| 14 marca 202116:00 |       | 31:28(11:10) |        | Avia Solutions Group Arena, Wilno Sędzia: Budzak, Zahradnik |

| 26 kwietnia 202121:00 | Izrael | 34:28(15:11) | Litwa | Drive in Arena, Tel Awiw-Jafa Widzów: 700 Sędzia: Nikolić, Stojković |
| 26 kwietnia 202121:00 |        | 34:28(15:11) |       | Drive in Arena, Tel Awiw-Jafa Widzów: 700 Sędzia: Nikolić, Stojković |

| 27 kwietnia 202120:30 | Izrael | 20:30(9:17) | Islandia | Drive in Arena, Tel Awiw-Jafa Widzów: 500 Sędzia: Nikolić, Stojković |
| 27 kwietnia 202120:30 |        | 20:30(9:17) |          | Drive in Arena, Tel Awiw-Jafa Widzów: 500 Sędzia: Nikolić, Stojković |

| 29 kwietnia 202119:00 | Litwa | 29:27(13:9) | Islandia | Avia Solutions Group Arena, Wilno Widzów: 150 Sędzia: Nabokau, Kulik |
| 29 kwietnia 202119:00 |       | 29:27(13:9) |          | Avia Solutions Group Arena, Wilno Widzów: 150 Sędzia: Nabokau, Kulik |

| 29 kwietnia 202120:00 | Izrael | 29:41(13:22) | Portugalia | Drive in Arena, Tel Awiw-Jafa Widzów: 600 Sędzia: Novikov, Rozhkov |
| 29 kwietnia 202120:00 |        | 29:41(13:22) |            | Drive in Arena, Tel Awiw-Jafa Widzów: 600 Sędzia: Novikov, Rozhkov |

| 2 maja 202116:00 | Islandia | 39:29(21:14) | Izrael | Íþróttamiðstöð Haukar, Hafnarfjörður Sędzia: Cipov, Klus |
| 2 maja 202116:00 |          | 39:29(21:14) |        | Íþróttamiðstöð Haukar, Hafnarfjörður Sędzia: Cipov, Klus |

| 2 maja 202117:00 | Portugalia | 30:25(11:12) | Litwa | Centro de Desportos e Congressos, Matosinhos Sędzia: Rosendo, Rodríguez |
| 2 maja 202117:00 |            | 30:25(11:12) |       | Centro de Desportos e Congressos, Matosinhos Sędzia: Rosendo, Rodríguez |

### Grupa 5
| 4 listopada 202020:00 | Holandia | 27:26(10:14) | Turcja | Topsportcentrum, Almere Sędzia: Kliko, Canbro |
| 4 listopada 202020:00 |          | 27:26(10:14) |        | Topsportcentrum, Almere Sędzia: Kliko, Canbro |

| 6 stycznia 202117:00 | Turcja | 24:29(12:15) | Polska | Porsuk Spor Salonu, Eskişehir Sędzia: Stark, Ștefan |
| 6 stycznia 202117:00 |        | 24:29(12:15) |        | Porsuk Spor Salonu, Eskişehir Sędzia: Stark, Ștefan |

| 6 stycznia 202118:15 | Holandia | 23:34(15:14) | Słowenia | Topsportcentrum, Almere Sędzia: Pálsson, Elíasson |
| 6 stycznia 202118:15 |          | 23:34(15:14) |          | Topsportcentrum, Almere Sędzia: Pálsson, Elíasson |

| 9 stycznia 202120:00 | Polska | 35:24(16:12) | Turcja | Orlen Arena, Płock Sędzia: Gatelis, Mažeika |
| 9 stycznia 202120:00 |        | 35:24(16:12) |        | Orlen Arena, Płock Sędzia: Gatelis, Mažeika |

| 10 stycznia 202120:00 | Słowenia | 27:27(15:13) | Holandia | Dvorana Zlatorog, Celje Sędzia: Mandák, Rudinský |
| 10 stycznia 202120:00 |          | 27:27(15:13) |          | Dvorana Zlatorog, Celje Sędzia: Mandák, Rudinský |

| 9 marca 202120:10 | Słowenia | 32:29(15:14) | Polska | Dvorana Zlatorog, Celje Sędzia: Brkić, Jusufhodžić |
| 9 marca 202120:10 |          | 32:29(15:14) |        | Dvorana Zlatorog, Celje Sędzia: Brkić, Jusufhodžić |

| 14 marca 202118:15 | Polska | 26:27(11:11) | Holandia | Hala „Orbita”, Wrocław Sędzia: Baumgart, Wild |
| 14 marca 202118:15 |        | 26:27(11:11) |          | Hala „Orbita”, Wrocław Sędzia: Baumgart, Wild |

| 27 kwietnia 202119:00 | Turcja | 22:30(11:16) | Słowenia | Porsuk Spor Salonu, Eskişehir Widzów: 70 Sędzia: Konjičanin, Konjičanin |
| 27 kwietnia 202119:00 |        | 22:30(11:16) |          | Porsuk Spor Salonu, Eskişehir Widzów: 70 Sędzia: Konjičanin, Konjičanin |

| 29 kwietnia 202119:00 | Turcja | 24:32(12:15) | Holandia | Porsuk Spor Salonu, Eskişehir Widzów: 50 Sędzia: Cindrić, Gonzurek |
| 29 kwietnia 202119:00 |        | 24:32(12:15) |          | Porsuk Spor Salonu, Eskişehir Widzów: 50 Sędzia: Cindrić, Gonzurek |

| 29 kwietnia 202120:00 | Polska | 27:26(12:10) | Słowenia | Stegu Arena, Opole Sędzia: Baďura, Ondogrecula |
| 29 kwietnia 202120:00 |        | 27:26(12:10) |          | Stegu Arena, Opole Sędzia: Baďura, Ondogrecula |

| 2 maja 202118:00 | Słowenia | 39:24(19:11) | Turcja | Dvorana Zlatorog, Celje Sędzia: Pirvu, Potirniche |
| 2 maja 202118:00 |          | 39:24(19:11) |        | Dvorana Zlatorog, Celje Sędzia: Pirvu, Potirniche |

| 2 maja 202118:00 | Holandia | 32:30(17:16) | Polska | Topsportcentrum, Almere Sędzia: Marín, García |
| 2 maja 202118:00 |          | 32:30(17:16) |        | Topsportcentrum, Almere Sędzia: Marín, García |

### Grupa 6
| 8 listopada 202018:00 | Włochy | 24:39(7:17) | Norwegia | Palasport Giovanni Paolo II, Pescara Sędzia: Panayides, Andreou |
| 8 listopada 202018:00 |        | 24:39(7:17) |          | Palasport Giovanni Paolo II, Pescara Sędzia: Panayides, Andreou |

| 5 stycznia 202115:30 | Białoruś | 33:25(17:10) | Norwegia | Pałac Sportu, Mińsk Widzów: 1 250 Sędzia: Leszczyński, Piechota |
| 5 stycznia 202115:30 |          | 33:25(17:10) |          | Pałac Sportu, Mińsk Widzów: 1 250 Sędzia: Leszczyński, Piechota |

| 7 stycznia 202120:30 | Włochy | 28:17(13:8) | Łotwa | Palazzetto dello Sport Santa Filomena, Chieti Sędzia: Bounouara, Sami |
| 7 stycznia 202120:30 |        | 28:17(13:8) |       | Palazzetto dello Sport Santa Filomena, Chieti Sędzia: Bounouara, Sami |

| 8 stycznia 202118:15 | Norwegia | 27:19(11:10) | Białoruś | Nadderud Arena, Bekkestua Sędzia: Mortensen, Kirkholm |
| 8 stycznia 202118:15 |          | 27:19(11:10) |          | Nadderud Arena, Bekkestua Sędzia: Mortensen, Kirkholm |

| 10 stycznia 202114:10 | Łotwa | 31:29(17:14) | Włochy | Vidzemes olimpiskais centrs, Valmiera Sędzia: Grigalionis, Šniurevičius |
| 10 stycznia 202114:10 |       | 31:29(17:14) |        | Vidzemes olimpiskais centrs, Valmiera Sędzia: Grigalionis, Šniurevičius |

| 10 marca 202118:00 | Białoruś | 37:32(18:14) | Włochy | Dworiec sporta „Uruczje”, Mińsk Widzów: 650 Sędzia: Covalciuc, Covalciuc |
| 10 marca 202118:00 |          | 37:32(18:14) |        | Dworiec sporta „Uruczje”, Mińsk Widzów: 650 Sędzia: Covalciuc, Covalciuc |

| 13 marca 202115:10 | Łotwa | 27:39(15:20) | Białoruś | Vidzemes olimpiskais centrs, Valmiera Sędzia: Pandžić, Mošorinski |
| 13 marca 202115:10 |       | 27:39(15:20) |          | Vidzemes olimpiskais centrs, Valmiera Sędzia: Pandžić, Mošorinski |

| 28 kwietnia 202119:40 | Łotwa | 23:28(13:14) | Norwegia | Vidzemes olimpiskais centrs, Valmiera Sędzia: Jerlecki, Łabuń |
| 28 kwietnia 202119:40 |       | 23:28(13:14) |          | Vidzemes olimpiskais centrs, Valmiera Sędzia: Jerlecki, Łabuń |

| 29 kwietnia 202119:00 | Włochy | 31:32(16:16) | Białoruś | Palazzetto dello Sport Santa Filomena, Chieti Sędzia: Tzaferopoulos, Bethmann |
| 29 kwietnia 202119:00 |        | 31:32(16:16) |          | Palazzetto dello Sport Santa Filomena, Chieti Sędzia: Tzaferopoulos, Bethmann |

| 29 kwietnia 202119:15 | Norwegia | 36:17(17:11) | Łotwa | Vidzemes olimpiskais centrs, Valmiera Sędzia: Jerlecki, Łabuń |
| 29 kwietnia 202119:15 |          | 36:17(17:11) |       | Vidzemes olimpiskais centrs, Valmiera Sędzia: Jerlecki, Łabuń |

| 2 maja 202119:00 | Białoruś | 30:26(10:13) | Łotwa | Cziżowka-Ariena, Mińsk Widzów: 550 Sędzia: Kull, Tint |
| 2 maja 202119:00 |          | 30:26(10:13) |       | Cziżowka-Ariena, Mińsk Widzów: 550 Sędzia: Kull, Tint |

| 2 maja 202119:00 | Norwegia | 37:16(23:9) | Włochy | Vidzemes olimpiskais centrs, Valmiera Sędzia: Erdoğan, Özdeniz |
| 2 maja 202119:00 |          | 37:16(23:9) |        | Vidzemes olimpiskais centrs, Valmiera Sędzia: Erdoğan, Özdeniz |

### Grupa 7
| 4 listopada 202020:00 | Macedonia Północna | 33:24(16:10) | Finlandia | Centrum sportowe „Boris Trajkowski”, Skopje Sędzia: Pavliukov, Ershov |
| 4 listopada 202020:00 |                    | 33:24(16:10) |           | Centrum sportowe „Boris Trajkowski”, Skopje Sędzia: Pavliukov, Ershov |

| 5 listopada 202020:00 | Dania | 31:26(14:8) | Szwajcaria | Ceres Arena, Aarhus Widzów: 344 Sędzia: Stark, Ștefan |
| 5 listopada 202020:00 |       | 31:26(14:8) |            | Ceres Arena, Aarhus Widzów: 344 Sędzia: Stark, Ștefan |

| 7 listopada 202016:00 | Finlandia | 22:40(11:19) | Dania | Energia Areena, Vantaa Sędzia: Smailagic, Smailagic |
| 7 listopada 202016:00 |           | 22:40(11:19) |       | Energia Areena, Vantaa Sędzia: Smailagic, Smailagic |

| 7 listopada 202018:30 | Szwajcaria | 23:25(10:10) | Macedonia Północna | BBC Arena, Szafuza Widzów: 50 Sędzia: Kurtagic, Wetterwik |
| 7 listopada 202018:30 |            | 23:25(10:10) |                    | BBC Arena, Szafuza Widzów: 50 Sędzia: Kurtagic, Wetterwik |

| 11 marca 202118:00 | Finlandia | 19:32(8:15) | Szwajcaria | Energia Areena, Vantaa Sędzia: Līcis, Sondors |
| 11 marca 202118:00 |           | 19:32(8:15) |            | Energia Areena, Vantaa Sędzia: Līcis, Sondors |

| 11 marca 202120:00 | Macedonia Północna | 33:29(17:13) | Dania | Centrum sportowe „Boris Trajkowski”, Skopje Sędzia: Nikolić, Stojković |
| 11 marca 202120:00 |                    | 33:29(17:13) |       | Centrum sportowe „Boris Trajkowski”, Skopje Sędzia: Nikolić, Stojković |

| 14 marca 202114:00 | Szwajcaria | 32:30(18:16) | Finlandia | BBC Arena, Szafuza Sędzia: Martins, Martins |
| 14 marca 202114:00 |            | 32:30(18:16) |           | BBC Arena, Szafuza Sędzia: Martins, Martins |

| 14 marca 202116:00 | Dania | 37:21(17:10) | Macedonia Północna | Jutlander Bank Arena, Aalborg Sędzia: Horváth, Marton |
| 14 marca 202116:00 |       | 37:21(17:10) |                    | Jutlander Bank Arena, Aalborg Sędzia: Horváth, Marton |

| 28 kwietnia 202118:00 | Finlandia | 22:27(14:12) | Macedonia Północna | Cocks Areena, Riihimäki Sędzia: Bounouara, Sami |
| 28 kwietnia 202118:00 |           | 22:27(14:12) |                    | Cocks Areena, Riihimäki Sędzia: Bounouara, Sami |

| 28 kwietnia 202118:30 | Szwajcaria | 29:30(17:14) | Dania | Axa-Arena, Winterthur Widzów: 50 Sędzia: Pichon, Reveret |
| 28 kwietnia 202118:30 |            | 29:30(17:14) |       | Axa-Arena, Winterthur Widzów: 50 Sędzia: Pichon, Reveret |

| 2 maja 202118:00 | Dania | 46:24(24:11) | Finlandia | Ceres Arena, Aarhus Sędzia: Geraets, Geraets |
| 2 maja 202118:00 |       | 46:24(24:11) |           | Ceres Arena, Aarhus Sędzia: Geraets, Geraets |

| 2 maja 202118:00 | Macedonia Północna | 29:28(16:16) | Szwajcaria | Centrum sportowe „Boris Trajkowski”, Skopje Sędzia: Lah, Sok |
| 2 maja 202118:00 |                    | 29:28(16:16) |            | Centrum sportowe „Boris Trajkowski”, Skopje Sędzia: Lah, Sok |

### Grupa 8
| 4 listopada 202020:30 | Czarnogóra | 32:25(16:14) | Kosowo | Bemax Arena, Podgorica Sędzia: Yovchev, Yonchev |
| 4 listopada 202020:30 |            | 32:25(16:14) |        | Bemax Arena, Podgorica Sędzia: Yovchev, Yonchev |

| 5 listopada 202018:10 | Szwecja | 33:30(20:12) | Rumunia | Partille Arena, Partille Sędzia: Caçador, Nicolau |
| 5 listopada 202018:10 |         | 33:30(20:12) |         | Partille Arena, Partille Sędzia: Caçador, Nicolau |

| 8 listopada 202017:00 | Kosowo | 16:30(10:15) | Szwecja | Pałac Młodzieży i Sportu, Prisztina Sędzia: Nachevski, Bozhinovski |
| 8 listopada 202017:00 |        | 16:30(10:15) |         | Pałac Młodzieży i Sportu, Prisztina Sędzia: Nachevski, Bozhinovski |

| 8 listopada 202017:25 | Rumunia | 36:27(16:13) | Czarnogóra | Sala Sporturilor Lascăr Pană, Baia Mare Sędzia: Horváth, Marton |
| 8 listopada 202017:25 |         | 36:27(16:13) |            | Sala Sporturilor Lascăr Pană, Baia Mare Sędzia: Horváth, Marton |

| 9 marca 202118:05 | Szwecja | 27:24(15:13) | Czarnogóra | Sparbanken Skåne Arena, Lund Sędzia: Mažeika, Gatelis |
| 9 marca 202118:05 |         | 27:24(15:13) |            | Sparbanken Skåne Arena, Lund Sędzia: Mažeika, Gatelis |

| 10 marca 202119:30 | Kosowo | 23:23(9:14) | Rumunia | Pałac Młodzieży i Sportu, Prisztina Sędzia: Doychinov, Goretsov |
| 10 marca 202119:30 |        | 23:23(9:14) |         | Pałac Młodzieży i Sportu, Prisztina Sędzia: Doychinov, Goretsov |

| 14 marca 202118:00 | Rumunia | 25:30(12:16) | Kosowo | Sala Polivalentă, Bukareszt Sędzia: Jović, Arnautović |
| 14 marca 202118:00 |         | 25:30(12:16) |        | Sala Polivalentă, Bukareszt Sędzia: Jović, Arnautović |

| 28 kwietnia 202118:00 | Rumunia | 23:31(7:14) | Szwecja | Sala Sporturilor "Transilvania", Sybin Sędzia: Boričić, Marković |
| 28 kwietnia 202118:00 |         | 23:31(7:14) |         | Sala Sporturilor "Transilvania", Sybin Sędzia: Boričić, Marković |

| 28 kwietnia 202119:30 | Kosowo | 22:27(10:13) | Czarnogóra | Pałac Młodzieży i Sportu, Prisztina Sędzia: Brunner, Salah |
| 28 kwietnia 202119:30 |        | 22:27(10:13) |            | Pałac Młodzieży i Sportu, Prisztina Sędzia: Brunner, Salah |

| 30 kwietnia 202118:00 | Czarnogóra | 22:34(15:19) | Szwecja | Bemax Arena, Podgorica Sędzia: Mandák, Rudinský |
| 30 kwietnia 202118:00 |            | 22:34(15:19) |         | Bemax Arena, Podgorica Sędzia: Mandák, Rudinský |

| 2 maja 202118:00 | Szwecja | 39:16(22:8) | Kosowo | Estrad Alingsås, Alingsås Sędzia: Rauchs, Linster |
| 2 maja 202118:00 |         | 39:16(22:8) |        | Estrad Alingsås, Alingsås Sędzia: Rauchs, Linster |

| 2 maja 202118:00 | Czarnogóra | 23:19(9:9) | Rumunia | Bemax Arena, Podgorica Sędzia: Brkic, Jusufhodzic |
| 2 maja 202118:00 |            | 23:19(9:9) |         | Bemax Arena, Podgorica Sędzia: Brkic, Jusufhodzic |

### Ranking drużyn z trzecich miejsc
Cztery zespoły spośród tych, które zajęły w swoich grupach trzecie miejsca, awansowały do Mistrzostw Europy 2022. O kolejności decydowała liczba zdobytych punktów (a w przypadku tej samej liczby kolejnymi kryteriami był bilans bramkowy, a następnie większa liczba bramek zdobytych) wyłączając mecze z ostatnią drużyną w tabeli.